# Ceredigion
Ceredigion (hist. Cardiganshire) – hrabstwo w zachodniej Walii, położone nad zatoką Cardigan. Ośrodkiem administracyjnym jest Aberaeron.
Graniczy od północy z hrabstwem Gwynedd, od wschodu z Powys, a od południa z Carmarthenshire i Pembrokeshire.

## Miejscowości
Na terenie hrabstwa znajdują się następujące miejscowości (w nawiasach liczba ludności w 2011):

- Aberystwyth (18 093)
- Cardigan (4184)
- Lampeter (2970)
- Bow Street (1572)
- Llandysul (1484)
- Aberaeron (1422)
- Penrhyn-coch (1316)
- Borth (1269)
- Aberporth (1241)
- Tregaron (1213)
- Llanilar (1085)
- Llechryd (875)
- Pontrhydfendigaid (712)
- New Quay (694)
- Llandre (679)
- Tal-y-bont (662)
- Llanbadarn Fawr (656)
- Llanrhystud (646)
- Llanddewi Brefi (640)
- Llanon (598)
- Ystrad Aeron (596)
- Penrhiw-llan (521)
- Henfynyw (512)
- Llanarth (503)
- Penparc (470)
- Parcllyn (407)
- Hengell Uchaf Estate (388)
- Cross Inn (292)
- Capel Bangor (256)
- Blaenannerch (131)